# The Complete A&M Recordings
The Complete A&M Recordings é uma coletânea musical da cantora e atriz estadunidense Liza Minnelli, lançada em 2008. Trata-se de um lançamento dos selos Collectors' Choice Music e Universal Music Special Markets. O lançamento data de 25 de novembro de 2008, uma semana antes da cantora estrelar uma curta temporada na Broadway chamada Liza at the Palace.....
A compilação reúne, na integra, os quatro álbuns de Minnelli lançados entre 1968 e 1972, enquanto ela era contratada pela A&M Records, a saber: Liza Minnelli (1968), Come Saturday Morning (1969), New Feelin' (1970) e Live at the Olympia in Paris (1972). Além disso, incluí faixas que vieram das sessões de gravação desses álbuns mas não apareceram na lista de faixas final.
Em 23 de novembro de 2013, o crítico da revista Playbill, Ben Rimalower, incluiu The Complete A&M Recordings na lista dos doze melhores álbuns da carreira de Liza Minnelli.

## Conteúdo
O lançamento ocorreu como forma de comemoração ao 40º aniversário do primeiro álbum de Minnelli pela A&M Records e traz canções remasterizadas e restauradas em arquivo digital de 24 bits, diretamente das fitas master originais.
O álbum possui um encarte de 16 páginas que traz um ensaio informativo do autor e historiador Scott Schechter, juntamente com créditos e fotos raras.
The Complete A&M Recordings marca a primeira vez em que o público pode adquirir os quatro álbuns de Minnelli mencionados, no formato CD. A maioria das canções já haviam sido lançadas em outros CDs ao longo dos anos, mas nunca traziam o álbum completo e com  a lista de faixas na ordem original.

## Recepção crítica
| Críticas profissionais | Críticas profissionais |
| Avaliações da crítica  | Avaliações da crítica  |
| Fonte                  | Avaliação              |
| ---------------------- | ---------------------- |
| AllMusic               | [ 6 ]                  |
| CTInsider              | Favorável              |
| PopMatters             | Favorável              |
| Edge                   | Desfavorável           |

As resenhas dos críticos especializados em música foram, em maioria, favoráveis. 
John Bush, do site AllMusic, escreveu que embora as canções venham de álbuns que foram elogiados pelos críticos, o público não respondeu de forma favorável, resultando em baixas vendas. Ele pontuou que o contrato da artista com a A&M "lhe proporcionou a oportunidade de se reinventar, e ela mergulhou de cabeça nisso". Ele avaliou o álbum com três estrelas de cinco.
David Wiegand, do site CTInsider, afirmou que "o lançamento de suas primeiras gravações na A&M não apenas é oportuno, mas também valioso para aqueles que a conhecem apenas por suas gravações pós-"Cabaret"." Ele considerou o mais interessante no álbum "o quanto de delicadeza e sutileza Minnelli conseguia trazer para uma canção naquela época" e disse que mesmo em escolha de canções peculiares como "Alicinha", ela demonstra seu individualismo.
O crítico do site PopMatters,  Steve Horowitz, fez uma resenha favorável na qual pontuou que o álbum abrange quatro álbuns de Minnelli (dois dos quais ele considera excelentes), que são tão diferentes que a compilação poderia se chamar The Four Sides of Liza Minnelli (Os Quatros Lados de Liza Minnelli, em português). Sobre as faixas descartadas dos álbuns, que serviram de bônus para a compilação ele afirmou que embora as do disco 1 não se encaixem perfeitamente no clima do álbum original, elas merecem ser ouvidas. A respeito das faixas bônus do disco 2, afirmou que "são melhores do que as que estão no disco original, simplesmente porque ela as interpreta de maneira mais low key fashion".
Steve Weinstein, do site Edge, definiu as faixas como "músicas de elevador descartáveis" e afirmou que o mais desanimador da coleção "é que Minelli estava fazendo (forçada a fazer?) essas gravações exatamente no mesmo momento em que artistas femininas como Janis Joplin, Joni Mitchell e Laura Nyro estavam redefinindo e explodindo o papel da artista feminina no mundo fonográfico".

## Desempenho comercial
Comercialmente, falhou em aparecer na parada Billboard 200.

## Lista de faixas
- Créditos adaptados do encarte do CD The Complete A&M Recordings, de 2008.[12]

| Disc 1 |                                       |                                           |                       |         |  |
| N.º    | Título                                | Compositor(es)                            | Álbum                 | Duração |  |
| 1.     | "The Debutante's Ball"                | Randy Newman                              | Liza Minnelli         | 2:55    |  |
| 2.     | "Happyland"                           | Newman                                    | Liza Minnelli         | 2:26    |  |
| 3.     | "The Look of Love"                    | Hal David, Burt Bacharach                 | Liza Minnelli         | 3:30    |  |
| 4.     | "(The Tragedy Of) Butterfly McHeart"  | Peter Allen, Chris Allen                  | Liza Minnelli         | 2:19    |  |
| 5.     | "Waiting For My Friend"               | John Addison, George Melly                | Liza Minnelli         | 2:49    |  |
| 6.     | "Married / You Better Sit Down Kids"  | Fred Ebb, John Kander / Sonny Bono        | Liza Minnelli         | 4:56    |  |
| 7.     | "So Long Dad"                         | Newman                                    | Liza Minnelli         | 2:07    |  |
| 8.     | "For No One"                          | John Lennon, Paul McCartney               | Liza Minnelli         | 2:28    |  |
| 9.     | "My Mammy"                            | Sam M. Lewis, Joe Young, Walter Donaldson | Liza Minnelli         | 3:03    |  |
| 10.    | "The Happy Time"                      | Ebb, Kander                               | Liza Minnelli         | 2:46    |  |
| 11.    | "Snow"                                | Randy Newman                              |                       | 2:30    |  |
| 12.    | "Alcinha"                             | Luiz Henrique, Oscar Brown Jr             |                       | 3:20    |  |
| 13.    | "Once in a Lifetime"                  | Luiz Henrique, Walter Wanderley           |                       | 3:55    |  |
| 14.    | "Listen to Me"                        | Luiz Henrique                             |                       | 4:26    |  |
| 15.    | "I'm Looking Over a Four Leaf Clover" | Mort Dixon, Harry Woods                   |                       | 2:17    |  |
| 16.    | "Come Saturday Morning"               | Fred Karlin, Dory Previn                  | Come Saturday Morning | 1:45    |  |
| 17.    | "Raggedy Ann & Raggedy Andy"          | Larry Marks, Marilyn & Alan Bergman       | Come Saturday Morning | 3:30    |  |
| 18.    | "Leavin' On A Jet Plane"              | John Denver                               | Come Saturday Morning | 3:14    |  |
| 19.    | "Wailing Of The Willow"               | Harry Nilsson                             | Come Saturday Morning | 2:01    |  |
| 20.    | "Nevertheless"                        | Bert Kalmar, Harry Ruby                   | Come Saturday Morning | 2:55    |  |
| 21.    | "Wherefore And Why"                   | Gordon Lightfoot                          | Come Saturday Morning | 2:32    |  |
| 22.    | "Love Story"                          | Randy Newman                              | Come Saturday Morning | 2:21    |  |
| 23.    | "On A Slow Boat To China"             | Frank Loesser                             | Come Saturday Morning | 3:19    |  |
| 24.    | "Don't Let Me Lose This Dream"        | Aretha Franklin, Ted White                | Come Saturday Morning | 2:59    |  |
| 25.    | "Simon"                               | Peter Allen                               | Come Saturday Morning | 3:09    |  |
| 26.    | "MacArthur Park / Didn't We?"         | Jimmy Webb                                | Come Saturday Morning | 4:03    |  |

| Disc 2 |                                                                                       |                                                                                              |                              |         |  |
| N.º    | Título                                                                                | Compositor(es)                                                                               | Álbum                        | Duração |  |
| 1.     | "Love for Sale" (Do musical The New Yorkers)                                          | Cole Porter                                                                                  | New Feelin'                  | 2:36    |  |
| 2.     | "Stormy Weather"                                                                      | Harold Arlen, Ted Koehler                                                                    | New Feelin'                  | 2:42    |  |
| 3.     | "Come Rain Or Come Shine" (Do filme St. Louis Woman)                                  | Harold Arlen, Johnny Mercer                                                                  | New Feelin'                  | 3:10    |  |
| 4.     | "Lazy Bones"                                                                          | Johnny Mercer, Hoagy Carmichael                                                              | New Feelin'                  | 2:32    |  |
| 5.     | "Can't Help Lovin' That Man Of Mine"                                                  | Oscar Hammerstein, Jerome Kern                                                               | New Feelin'                  | 2:37    |  |
| 6.     | "I Wonder Where My Easy Rider's Gone"                                                 | Shelton Brooks                                                                               | New Feelin'                  | 2:59    |  |
| 7.     | "The Man I Love" (Do musical Strike Up the Band)                                      | George Gershwin, Ira Gershwin                                                                | New Feelin'                  | 2:47    |  |
| 8.     | "How Long Has This Been Going On?" (De Funny Face e Rosalie)                          | George Gershwin, Ira Gershwin                                                                | New Feelin'                  | 3:02    |  |
| 9.     | "God Bless The Child"                                                                 | Billie Holiday, Arthur Herzog                                                                | New Feelin'                  | 3:31    |  |
| 10.    | "Maybe This Time"                                                                     | Fred Ebb, John Kander                                                                        | New Feelin'                  | 3:16    |  |
| 11.    | "Frank Mills" (Do musical Hair)                                                       | Galt MacDermot, Gerome Ragni, James Rado                                                     |                              | 2:59    |  |
| 12.    | "I'll Never Fall in Love Again" (Do musical Promises, Promises)                       | Burt Bacharach, Hal David                                                                    |                              | 2:19    |  |
| 13.    | "This Girl's in Love with You"                                                        | Burt Bacharach, Hal David                                                                    |                              | 4:21    |  |
| 14.    | "Tell Me That You Love Me, Junie Moon"                                                | Peter Allen                                                                                  |                              | 3:16    |  |
| 15.    | "Consider Yourself / Hello, I Love You / I Gotta Be Me / Consider Yourself (Reprise)" | Lionel Bart / John Densmore, Robby Krieger, Ray Manzarek, Jim Morrison / Walter Marks / Bart | Live at the Olympia in Paris | 3:06    |  |
| 16.    | "Everybody's Talkin' / Good Morning Starshine"                                        | Fred Neil / James Rado, Gerome Ragni, Galt MacDermot                                         | Live at the Olympia in Paris | 3:29    |  |
| 17.    | "God Bless The Child"                                                                 | Billie Holiday, Arthur Herzog                                                                | Live at the Olympia in Paris | 3:20    |  |
| 18.    | "Liza With A 'Z'"                                                                     | Fred Ebb, John Kander                                                                        | Live at the Olympia in Paris | 3:46    |  |
| 19.    | "Married / You Better Sit Down Kids"                                                  | Fred Ebb, John Kander / Sonny Bono                                                           | Live at the Olympia in Paris | 4:57    |  |
| 20.    | "Nous On S'Aimera"                                                                    | Frank Gerald, Claude Bolling                                                                 | Live at the Olympia in Paris | 2:15    |  |
| 21.    | "I Will Wait For You"                                                                 | Norman Gimbel, Michel Legrand                                                                | Live at the Olympia in Paris | 3:40    |  |
| 22.    | "There Is A Time (Les Temps)"                                                         | Charles Aznavour, Jeff Davis, Gene Lees                                                      | Live at the Olympia in Paris | 2:31    |  |
| 23.    | "My Mammy"                                                                            | Sam M. Lewis, Joe Young, Walter Donaldson                                                    | Live at the Olympia in Paris | 3:18    |  |
| 24.    | "Everybody Loves My Baby"                                                             | Jack Palmer, Spencer Williams                                                                | Live at the Olympia in Paris | 2:23    |  |
| 25.    | "Cabaret" (from the Broadway musical 'Cabaret)                                        | Fred Ebb, John Kander                                                                        | Live at the Olympia in Paris | 4:29    |  |